# Accidente de Chancay de 2025
El Accidente de Chancay de 2025 hace referencia a una tragedia ocurrida tras el colapso del puente chancay, provocando que un bus interprovincial y un auto caigan al rio de nombre homónimo dejando 42 heridos y 3 fallecidos.

## Antecedentes
El puente Chancay, ubicado en la Panamericana Norte, tiene, para 2025, una antigüedad de alrededor de 60 a 70 años, conectando dicha estructura con el Puerto de Chancay. Está concesionada a Norvial, cuyos accionistas son Aenza y JJC Contratistas Generales.
En 2007, se advirtió, a través de un informe denominado "Mapa de peligros de la ciudad de Chancay", que las lluvias intensas o un fenómeno del Niño ponía en peligro el referido puente. En el año 2017, Norvial alertó que el puente debía ser reemplazado. Para el año 2019, siendo Edmer Trujillo ministro de transporte y comunicaciones (MTC) durante el gobierno de Martín Vizcarra, un documento de Provías Nacional avisó que el río había ocasionado erosiones al puente. Sin embargo, no se tuvo en cuenta hasta el año 2021, que el proyecto de reconstrucción se declaró viable, siendo que en junio de 2023 se iniciaron los estudios para elaborar el expediente técnico correspondiente. Se proyectó iniciar las obras para octubre de 2025 y culminarlas en 2028.
En 2023, el alcalde de Aucallama, Edwin Valdivia, informó a la Autoridad Nacional del Agua (ANA) la existencia de 11 puntos críticos en su jurisdicción, incluidos en el puente Chancay. Sin embargo, solo se hicieron trabajos de defensa ribereña. En noviembre de 2024, la concesionaria realizó una inspección reportando al MTC que "no había ningún problema".

## Acontecimientos
El 14 de febrero, el puente Chancay colapsó. Esto provocó que un bus de la empresa Cruz del Norte se empotrara con la estructura derruida. Posteriormente, un auto que transitaba cayó al río, siendo arrastrado 700 metros por la corriente. Producto del accidente, se reportó dos víctimas fatales y 41 heridos, siendo las víctimas el chofer del bus y una pasajera que iba en el mismo. Luego, se reportó el fallecimiento de una tercera víctima, el copiloto del bus, debido a las heridas del accidente. El conductor del auto, mientras tanto, salió por sus propios medios. Además, se reportó la desaparición de una profesora que iba en el bus de nombre Patricia Liberto, cuya hermana también desapareció hace nueve años.
Producto del accidente, se hizo presente en el lugar el ministro Raúl Pérez-Reyes, que fue recriminado por un funcionario del lugar. Se anunció la implementación de un puente modular temporal, fijándose para el 24 del mismo mes su culminación, según reportara la concesionara. Además, debido al colapso del puente, se anunció un desvío de rutas. Debido a esto, y al cobro de peajes por las rutas anexas, se anunció para el 19 de febrero un paro de transportistas. Ante ello, Norvial, anunció la suspensión temporal del cobro de peajes. Sin embargo, según reportara La Contra, en las cláusulas señaladas por Norvial en su anuncio estaba que el Estado peruano le debía pagar a Norvial el monto que iba a dejar de percibir por la suspensión.